# بروس کیمبال
بروس کیمبال (انگلیسی: Bruce Kimball؛ زادهٔ june ۱۱, ۱۹۶۳ (۶۱ سال)) ورزشکار شیرجه اهل ایالات متحده آمریکا است.
وی در مسابقات کشوری و بین‌المللی در مجموع برندهٔ ۲ مدال نقره، ۲ مدال برنز شده‌است.